# Francesco Barbacovi
Francesco Barbacovi (Taio, 1640 – ...) è stato uno scultore italiano.

## Biografia

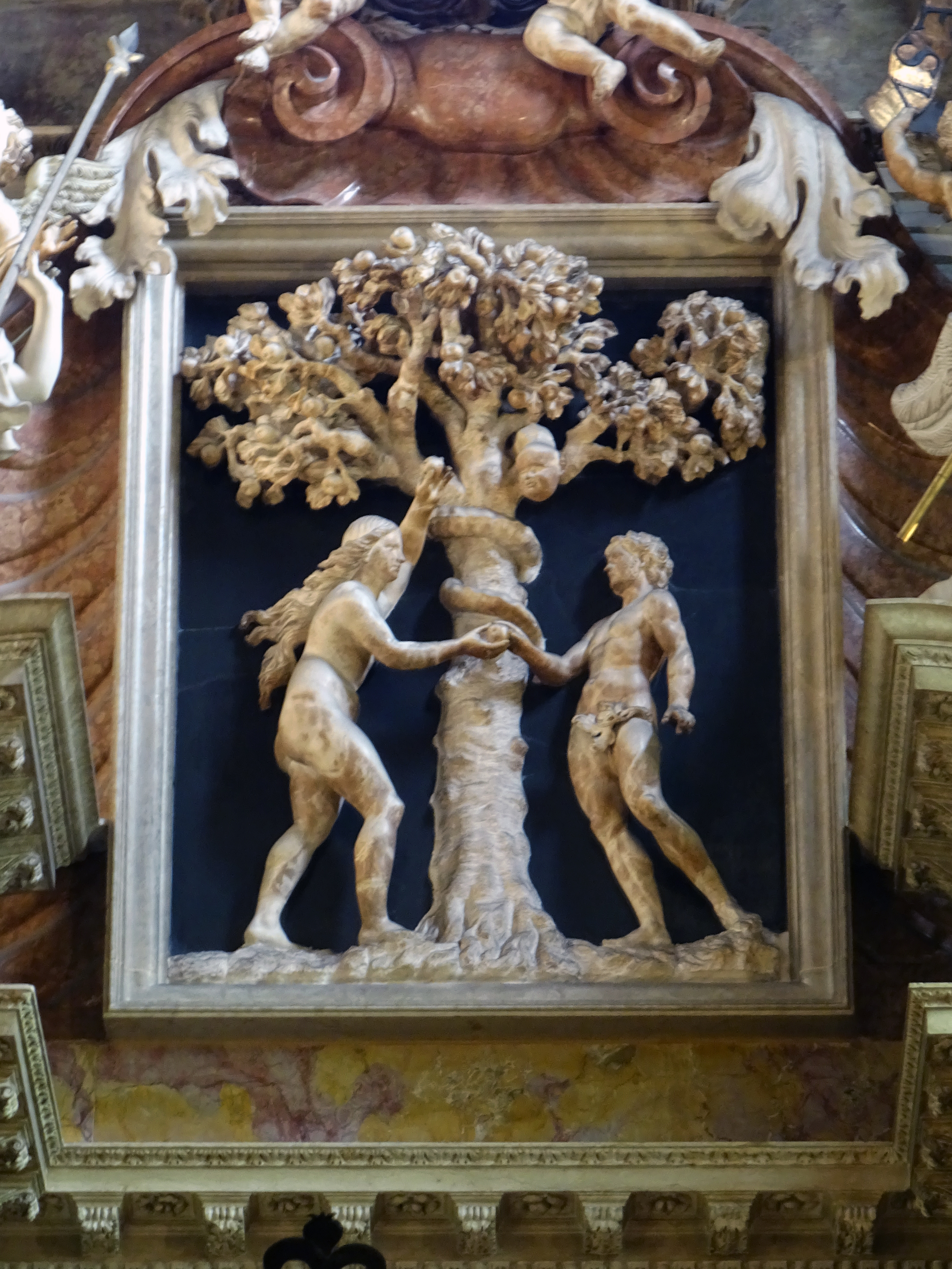
La scultura della tentazione di Adamo ed Eva nella cappella del Crocifisso del duomo di Trento

Nato nel (o intorno al) 1640 e morto agli inizi del secolo successivo, la vita di questo artista è perlopiù sconosciuta; formatosi a Salisburgo, fu attivo principalmente nel suo paese natale e nelle immediate vicinanze. A Taio si trovano tre medaglioni (due con la Vergine Maria e con san Giovanni Nepomuceno nella casa Depero-Maurizi, e uno con la Madonna con Bambino in una casa di fronte alla chiesa della Madonna del Rosario); non distante, castel Bragher possiede un rilievo con la Madonna con Bambino. Altre opere ancora sono conservate presso il museo diocesano tridentino (tra cui un busto della Madonna) e presso il Ferdinandeum di Innsbruck (rilievi di Lot con le figlie e Rinaldo e Armida). 
Il suo lavoro più celebre è senza dubbio la scultura di Adamo ed Eva che colgono il frutto proibito, posta sulla cimasa dell'altare della cappella del Crocifisso nel duomo di Trento.
Al Barbacovi vengono attribuiti talvolta anche le cariatidi del portale di palazzo Sardagna e i putti del balcone dello stesso edificio, che sarebbero però invece opera di Cristoforo Benedetti.